# Мори (окръг)
Вижте пояснителната страница за други значения на Мори.
Окръг Мори (на английски: Maury County) е окръг в щата Тенеси, Съединени американски щати. Площта му е 1595 km², а населението – 69 498 души (2000). Административен център е град Колумбия.